# Piazza d'armi (Perugia)
Il campo di Piazza d'armi, detto anche Piazzone, è stato un impianto sportivo a Perugia, dove ha giocato per un periodo di tempo la squadra di calcio del Perugia.

## Storia
Il campo di Piazza d'armi fu l'impianto da gioco del Perugia dal 1907 fino al 1937.
Nei suoi primi anni di attività la squadra non aveva un vero e proprio impianto sportivo dove giocare e allenarsi, disputando così i suoi incontri casalinghi su questo terreno. Quello che era noto ai più come il Piazzone della città, era in realtà solo l'ormai scomparsa Piazza d'armi perugina (l'attuale piazza Partigiani), che veniva adibita alla buona come un campo da calcio venendo pionieristicamente segnato col gesso.
Nel 1922 l'impianto venne ristrutturato e reso più consono alla pratica agonistica, con l'aggiunta di una tribuna in legno.

### Libri
- AA.VV., Perugia, in Il Pallone d'Oro - Prima enciclopedia storica del calcio mondiale, diretta da Valentino Perna, Vol. III, Milano, Perna, 1969,  pp. 823-829.
- Claudia Minciotti Tsoukas e Grazia Maria Cecchini, Piazza d'armi di Perugia (1860-1945) - Verso la città nuova: mercato di animali e manovre di soldati, Perugia, Volumnia, 2012, ISBN 978-88-89024-61-4.

### Pubblicazioni
- Francesco Germini, Monografia: Unione Sportiva "Braccio Fortebraccio" - Perugia (1890)  (PDF) (abstract), in Lancillotto e Nausica, vol. 44, nº 1-3, Torino, Unione Nazionale Associazioni Sportive Centenarie d'Italia, 2011,  pp. 182-189.